# سوسافون
السُّوسَافون هو آلة نفخ نحاسية في عائلة التوبا. أوجدها نحو عام 1893 جيه دبليو بيبر بتوجيه من قائد الفرقة الموسيقية الأمريكية جون فيليب سوسا (الذي سُميت الآلة باسمه بعد ذلك)، وقد صُممت لتكون أسهل في العزف من توبا الحفلات أثناء الوقوف أو السير، ولتوجيه صوت الأداة فوق رؤوس الفرقة. يصدر الصوت مثل التوبا بتحريك الهواء عبر الشفاه، ما يجعلها تهتز في المبسم الكبير المقعر. وعلى عكس آلة التوبا يُثنى السوسافون دائريًا لتناسب جسد الموسيقي. وينتهي بجرس كبير متوهج موجه للأمام، ويصدر الصوت أمام العازف. تستخدم بسبب سهولة الحمل واتجاه الصوت استخدامًا واسعًا في فرق الموسيقى السائرة وفي أنواع موسيقية غيرها. كانت السوسافونات في الأصل مصنوعة من النحاس . وبدءًا من منتصف القرن العشرين أصبح بعضها يصنع من مواد أخف مثل الألياف الزجاجية واللدائن.